# باندیکوت بزرگ
باندیکوت بزرگ (نام علمی: Peroryctes broadbenti) نام یک گونه از سرده باندیکوت پوزه‌بلند گینه نو است.